# تريفور كينكيد
تريفور كينكيد (بالإنجليزية: Trevor Kincaid)‏ هو عالم وأستاذ كندي-أمريكي بجامعة واشنطن الأمريكية، من مواليد 21 ديسمبر من سنة 1872 في بيتيربوروغ الكندية.
تراوحت اهتمامات ودراسات كينكيد بين علم الحشرات وعلم الأحياء البحرية وأيضا علم الرخويات، لكن وبالرغم من ذلك لطالما وصف نفسه بأنه يمكنه تدريس كل شيء. بالإضافة عن مسيرته في التدريس، كينكيد مسؤول عن تحديد وتسمية مئات الأنواع؛ من بينها ما لا يقل عن 47 نوعا من النباتات والحيوانات تم تسميتها نسبة لإسمه.

## لحظات من حياته

### الأسرة والطفولة
إزداد كينكيد تريفور في يوم 21 دجنبر 1872   في ببيتيربوروغ، أونتاريو في كندا. ينتمي والده روبرت كينكيد إلى الجبل الأول للكنديين ذوي الأصول الإيرلاندية، والذين هاجرو من أيرلندا في أوائل القرن التاسع عشر. بعد حصول والده روبرت كينكيد على شهادة الطب من جامعة كوينز إنتقل إلى نيويورك من أجل التدريب في مستشفي بيليفو. في سنة 1861، وجد كينكيد نفسه داخل دوامة الحرب التي تلت استسلام فورت سمتر، ما دفعه للتطوع للانضمام إلى القوات البرية للولايات المتحدة، حيث عمل كجراح ميداني خلال الحرب الأهلية الأمريكية، ثم في وقت لاحق ضمن الطاقم الطبي لمستشفى «مستشفى أرموري سكوار» بالعاصمة واشنطن. بعد انتهاء الحرب، عاد إلى بيتربورو، حيث مارس عمله كطبيب خاص، وفي نهاية في نهاية المطاف تزوج ماري بيل، الذي أنجب معها تريفور.
خلال فترة شبابة، بالإضافة إلى هواية العدو الذي كان يمارسها مع اصدقائه عرف كينكيد أيضا بفضوله الشديد نحو الطبيعة.
أدت سلسلة من الاستثمارات السيئة التي قام بها والده (روبرت كنكيد) إلى إفلاس عاءلته الصغيرة، الشئ الذي جعلها تترك بيتيربوروغ من أجل الهجرة إلى أولمبيا (واشنطن) سنة 1889.
دفع نقص الأموال العائلية بكينكيد تريفور للتوجه نحو العمل في مجموعة متنوعة من الوظائف الصغيرة لعدة سنوات بعد المدرسة
الثانوية، لكن اللقاء الذي جمعه مع أستاذ علم الاحياء أورسون جونسون وجمعية الطبيعيين الشباب، جعله يتحمس أكثر للإكمال دراسته الجامعية، ما دفعه إلى إنفاق جميع مدخراته الضئيلة للانتقال إلى سياتل والانخراط في الجامعة.

## الدراسة والإعتراف
كطالب، أظهر تريفور كفاءة استثنائية في مجال العلوم الطبيعية، جعلته يكتسب اهتماما وطنيا نظير إنجازاته العلمية.
بحلول سنة 1897، وبالرغم من أنه كان لا يزال طالبا جامعيا لم يتخرج بعد، قام  كينكيد بمرافقة الأستاذ دايفيد جوردن خلال الرحلة التي قام بها إلى جزر بريبيلوف في إطار جزء من دراسة عن عجول البحر تشرف عليها اللجنة الأمريكية لفقمة الفراء (the American Fur Seal Commission).
مباشرة بعد عودته إلى واشنطن، تركز اهتمامات كينكيد بشكل أكبر على حياة الحشرات. في ذلك العام أشار تقرير نشر على صحيفة بوسطن المسائية الواسعة الانتشار حينها، إلى أن كينكيد قد اكتشف حوالي 41 نوعا جديدا من النحل، من بينها 22 نوعا من نحل بناء. ارتباطا بذلك قام «ثيودور درو أليسون كوكريل» (واحدا من علماء الحشرات الرواد في أمريكا) بتوجيه جزء من مجموعة النحل الهامة التي جمعها كينديد إلى مؤسسة سميثسونيان.
غاب كينكيد عن تمارين الافتتاح في جامعة واشنطن بسبب تصادفها مع الفترة التي تم خلالها تعيينه كعالم حشرات ملحق «ببعثة هاريمان ألاسكا». خلال هذه الرحلة، التي أنجزت قبل أن يبلغ سنه السابع والعشرين، قام كينكيد بجمع ما يقرب من 8000 عينة من الحشرات، أدت إلى اكتشاف وتسمية أكثر من 240 نوعا جديدا، بما فيها نوع «ميسينشيترايوس هاريمان»، الذي سمي تيمنا باسم راعي البعثة إدوارد هينري هاريمان.
بالرجوع إلى دراسته فقد حصل كينكيد بعد تخرجه من جامعة واشنطن على درجة الماجستير.

## مسيرته المهنية

### التدريس والبحوث

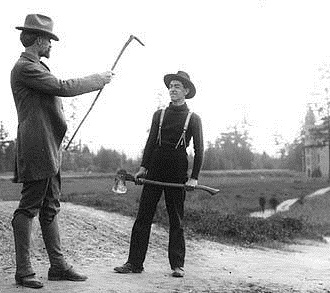
ادمون مياي مع تريفور كينكيد في سنة 1905.

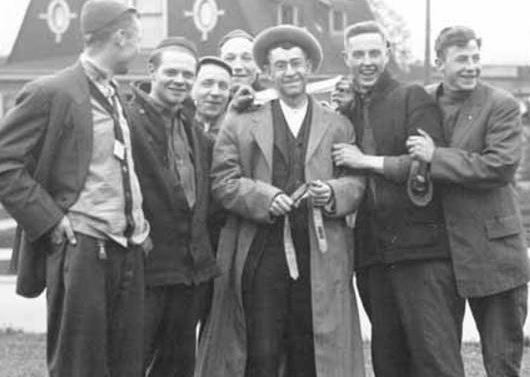
صورة لتريفور كينكيد (وسط) محاط من قبل الطلاب، في حرم جامعة واشنطن سنة 1914.

في سنة 1901، تم تعيين كينكيد كمحاضر في علم الأحياء في جامعة واشنطن. وبحلول العام التالي، تمت ترقيته إلى منصب أستاذ مساعد ورئيس لقسم علم الحيوان الذي كان قد أنشئ حديثا، وهو منصب سيواصل شغله طيلة ال 35 اللاحقة إلى غاية تقاعده.
مباشرة بعد تحصله على منصبه الجديد، بدأ كينكيد عمله لتحديد موقع مناسب في  منطقة بيوجت ساوند، يمكن للجامعة أن تنشئ به محطة للبحوث البحرية.
بعد تقييمه لبورت تاونسند وكذا خليج روكي، اختار أخيرا منطقة فرايداي هاربور كموقع لما يعرف الآن باسم «مختبرات فرايداي هاربور»، حيث خلص إلى كون «ثروة الحياة العظيمة في تلك المنطقة» تشكل موقعها مناسبا ونائيا في نفس الوقت.
بعد إقامة المختبر في مواقع مؤقتة بالقرب من ميناء فرايداي لعدة سنوات، طلب كينكيد شخصيا نقل إلى جامعة، بان تنقله إلى موقع «نقطة الحذر» المكون من 484 فدان (هي منطقة تقع في جزيرة «سان خوان»، التي تم وضعها جانبا كاحتياطي عسكري لاستخدامه في حالة الحرب مع المملكة المتحدة). في عام 1921، منحت الحكومة الأمريكية أخيرا هذه المنطقة للجامعة.
ارسل كينكيد إلى اليابان سنة 1908 من طرف وزارة الزراعة الأمريكية، التي كلفته بتحديد وجمع الطفيليات الطبيعية لعثة الغجر، والتي كانت في ذلك الوقت واحدة من أكثر الآفات تدميرًا في ماساتشوستس 
في العام التالي، قاده بحثه المتواصل عن هذا الطفيلي، دبور شالسيد إلى روسيا. سرعارن ما تبنت وزارة الزراعة الأمريكية، هذا الطفيلي الذي اكتشفه كينكيد وإعتمدته كطارد لحشرات العثة الغجر لعدة سنوات بعد ذلك.
أدى عمله في وقت لاحق على زراعة المحار، إلى اكتساب لقب «والد صناعة المحار في منطقة الشمال الغربي». خلال سنوات خدمته في جامعة واشنطن، كان له الفضل في المساعدة على إنشاء كلية الصيد في الجامعة.

### دراسات لاحقة

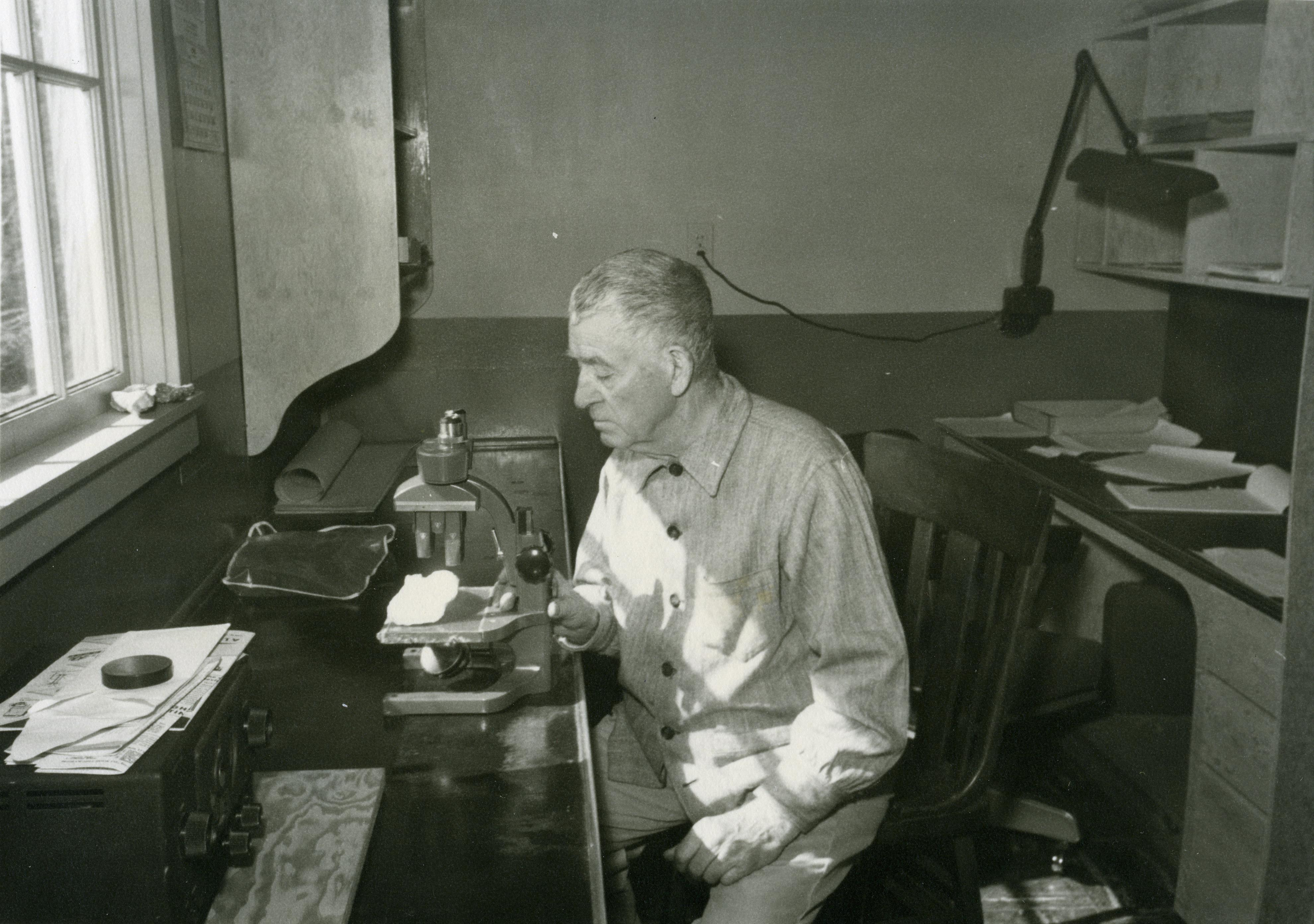
صورة ملتقطة لتريفور كينكيد بينما كان جالسا على مقعد العمل وبجانبه المجهر (1950).

في سنة 1937، اضطر كينكيد إلى التقاعد جامعة واشنطن، بسبب سن التقاعد الإلزامي.
في ثمانينيات القرن العشرين واصل أبحاثه باعتباره أستاذا فخريا، ثم قام بشراء مطبعة يدوية إستخدمها في نشر سلسلة من التقارير استنادا إلى أبحاث سابقة قام بها على الحلزونات. نشرت هذه الوثائق تحت اسم «كاليوستوما بريس». كانت زوجته لويز هي من تقوم بتدقيقها، لذلك فقد كان من المعروف خلوها تقريبا من الأخطاء المطبعية.

## الحياة الشخصية
تزوج كينكيد من «لويز بينيل»، مطلع 23 أغسطس من سنة 1917. زوجته بينيل التي كانت حاصلة أيضا على درجة الماجستير في علم الحيوان من جامعة واشنطن.

## الوفات

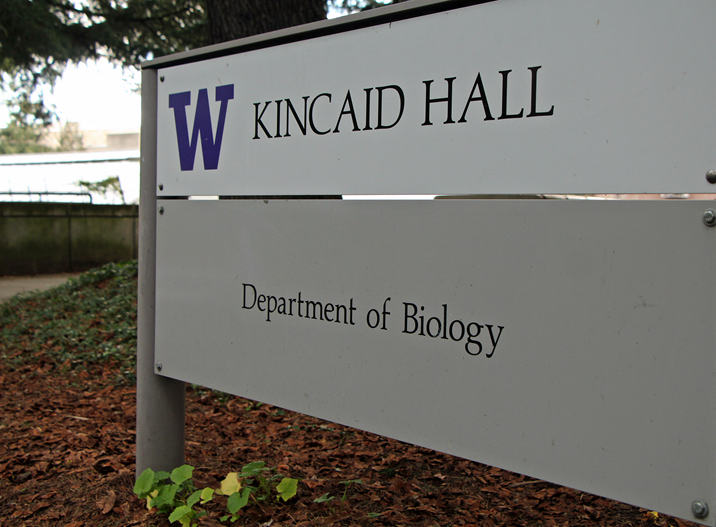
لافتة خارج الجناح الذي يحمل اسمه على مستوى حرم جامعة واشنطن.

توفي كينكيد في 1 يوليو من سنة 1970. بعد وفاته ولتخليد اسم كينكيد، أطق اسمه على "قاعة كينكيد التي بنيت سنة 1971 في جامعة واشنطن. وأيضا تمت تسمية ما لا يقل عن 47 نوعا من النبات والحيوان باسمه.
في عام 1938 أصبح تريفور كنيكيد أول شخص يعترف به من قبل جامعة واشنطن، كطالب «خريج سابق من الجامعة يستحق أعلى درجات المدح والثناء» (Alumnus Summa Laude Dignatus)، الذي هو أعلى شرف تمنحه الجامعة لخريجيها.